# 산업연구원 지역발전연구센터
지역발전연구센터는 지역발전의 효율적 추진을 위한 이론을 개발하고 관련 정책과제 연구를 위해 설립된 대한민국 국무조정실 산하 경제인문사회연구회 산업연구원 소속기관이다. 서울특별시 동대문구 회기로 66에 위치하고 있다.

## 설립 근거
- 국가균형발전 특별법 시행령[1]

## 연혁
- 2004년 4월 1일 산업연구원 국가균형발전연구센터
- 2009년 4월 22일 산업연구원 지역발전연구센터로 개편

## 주요 업무
- 지역발전을 위한 법적·제도적 연구
- 해외 지역정책의 동향 분석
- 지역발전계획의 수립 및 효율성 제고방안 연구
- 지역통계개발 등 정책수립을 위한 기초연구 수행
- 지역산업정책의 수립 및 평가
- 산업클러스터 및 혁신인프라, 지역혁신 거버넌스 등 지역산업 관련 연구 및 컨설팅 수행 및 정책방안 제시
- 산업구조 변화에 부응한 산업입지 개발전략 수립
- 입지규제 개혁, 지역투자 활성화 방안, 경제특구·자유무역지역의 제도개선 방안 연구 및 정책대안 제시

## 조직

### 지역발전연구센터 소장
- 지역정책팀
- 지역산업팀
- 산업입지팀

## 같이 보기
- 한국지역진흥재단 지역발전연구센터
- 한국지방행정연구원 지역발전연구센터
- 지역발전기획단
- 지역발전지원단
- 지방자치발전위원회
- 대한민국 산업통상자원부